# Robert Coello
Pour les articles homonymes, voir Coello.
Robert Coello (né le 23 novembre 1984 à Bayonne, New Jersey, États-Unis) est un lanceur droitier de baseball.
Il évolue dans la Ligue majeure de baseball pour les Red Sox de Boston en 2010, les Blue Jays de Toronto en 2012 et les Angels de Los Angeles en 2013. En 2016, il rejoint les Nexen Heroes de l'Organisation coréenne de baseball (KBO).

## Carrière

### Ligue majeure de baseball
Robert Coello est repêché par les Royals de Kansas City au 46e tour de sélection en juin 2003. Il ne signe cependant pas avec cette équipe. Il est drafté l'année suivante (2004) au 20e tour par les Reds de Cincinnati.
Après avoir joué en ligues mineures dans l'organisation des Reds, des Angels de Los Angeles, puis des Red Sox de Boston, il fait son entrée dans les majeures avec les Red Sox le 6 septembre 2010.
Le 15 février 2011, les Red Sox échangent Coello aux Cubs de Chicago en retour du joueur de deuxième but des ligues mineures Tony Thomas. Il ne joue pas pour les Cubs. Il évolue pour les Blue Jays de Toronto en 2012 et les Angels de Los Angeles en 2013.

### Corée du Sud
Il rejoint pour 2016 les Nexen Heroes de la KBO, en Corée du Sud.

## Statistiques
| Saison | Équipe | G | GS | CG | SHO | V | D | SV | IP  | SO | ERA  |
| ------ | ------ | - | -- | -- | --- | - | - | -- | --- | -- | ---- |
| 2010   | Boston | 6 | 0  | 0  | 0   | 0 | 0 | 0  | 5.2 | 5  | 4,76 |
| Totaux | Totaux | 6 | 0  | 0  | 0   | 0 | 0 | 0  | 5.2 | 5  | 4,76 |

Note : G = Matches joués ; GS = Matches comme lanceur partant ; CG = Matches complets ; SHO = Blanchissages ; 
V = Victoires ; D = Défaites ; SV = Sauvetages ; IP = Manches lancées ; SO = Retraits sur des prises ; ERA = Moyenne de points mérités.